# Barbara-Rohrbrücke

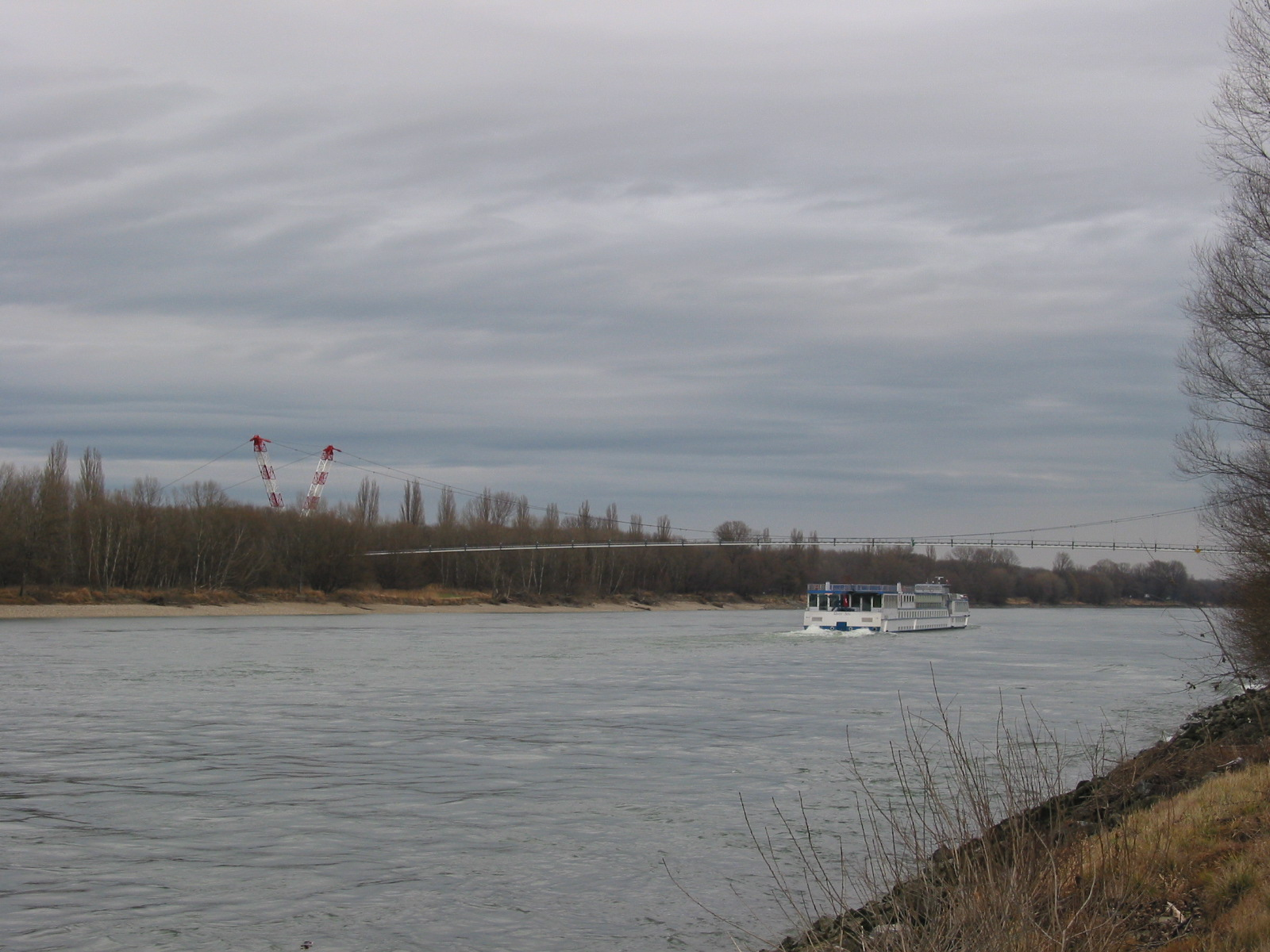
Die Barbarabrücke vom rechten Donauufer aus gesehen

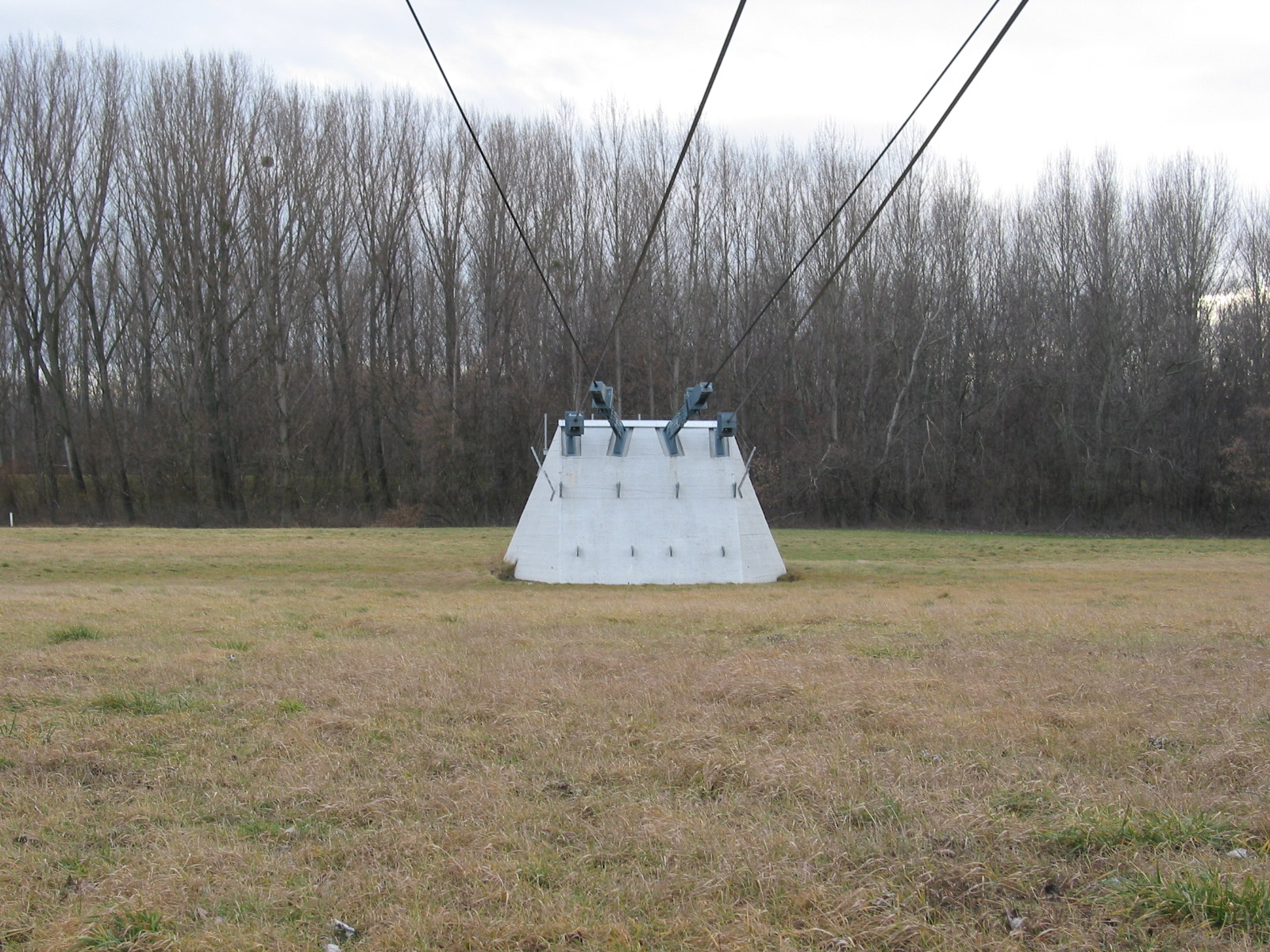
Ankerblock am rechten Ufer

Die Barbarabrücke ist eine Rohrbrücke für Erdgas und überquert seit 1957 die Donau zwischen der Lobau (im 22. Wiener Gemeindebezirk) und der zu Schwechat gehörenden Mannswörther Au. Die Gasleitung führt von Schwechat nach Baumgarten an der March und hat eine Durchsatzkapazität von 150.000 m³ pro Stunde.

## Architektur
Um vor allem die Steiermark mit Erdgas zu versorgen, benötigte die OMV ein Überquerung der Donau für ein Rohr mit 42 Zentimetern Durchmesser. Da wegen der großen Stützweite eine für Rohre übliche Fachwerkbrücke zu schwer gewesen wäre, entwarf Franz Masanz von der Waagner-Biro AG ein neuartiges Hängebrückensystem, das auch patentiert wurde.
Probleme bereitete neben der großen Stützweite von 320 Metern auch die windanfällige Lage. Die Brücke musste daher eine möglichst hohe Steifigkeit besitzen. Dieses Problem wurde durch die räumliche Führung der Tragseile zwischen den Spitzen der Pylonen gelöst. Die 36,90 Meter hohen Pylonen haben eine Y-Form; die Tragseile und die knapp über dem Rohr geführten Spannseile werden in einem Ankerkörper zusammengeführt. Diese 506 Meter langen Spannseile verhindern ein Verdrehen der Brücke und ein Schlaffwerden der Hängeseile. Spann- und Tragseile sind in der Mitte mittels einer Klemme verbunden, um ausreichende Steifigkeit zu gewährleisten. Das Rohr selbst ist auf Rollen in Längsrichtung beweglich gelagert und übernimmt keinerlei statische Funktion.
An der Technischen Hochschule Graz wurden aerodynamische Versuche durchgeführt, um die Schwingungsverhältnisse zu untersuchen. Daraus folgte die Verwendung eines Stahlgitterrosts als Steg über dem Rohr. Die Barbarabrücke ist für Windgeschwindigkeiten bis zu 180 km/h ausgelegt.